# Laser (båtmodell)
Laser är en snabb enmansjolle avsedd både för ungdomar och vuxna som med fördel också kan seglas av två juniorer i lättare vindar utan att det blir platsbrist i sittbrunnen. För kappsegling är den dock avsedd för en person. Lasern är en entypsbåt vilket innebär att alla exemplar byggs efter samma ritningar.
Jollens skrov är byggd i glasfiberarmerad plast med rigg i aluminium och storsegel som träs på den tvådelade masten. Det finns tre klasser med olika segelstorlek. Till varje storlek hör en undermast i passande längd. Den minsta klassens undermast karakteriseras av en lätt knäck vid bommens infästning.
Genom att båten har en liten egenvikt och en förhållandevis stor segelyta blir den mycket känslig för varierande vindstyrka. I hårda vindar krävs stor vana och snabba manövrer för att båten inte ska kantra, något som bara kan uppnås med många timmars träning under olika vindförhållanden.

## Historia[2]
Lasern konstruerades av de två kanadensarna Bruce Kirby och Ian Bruce. Den visades officiellt första gången vid New York Boat Show 1971. Båten blev OS-klass vid OS i Atlanta 1996.
Laserjollen som utvecklades med tanke på att vara en lätthanterlig segeljolle, enkelt utrustad med goda segelegenskaper och med enklaste typ av segeltrimningsutrustning, är idag mycket populär och används både som badbåt och utpräglad kappseglingsbåt. Internationellt sett tillhör Lasern de absolut största jolleklasserna och lockar många ungdomar som instegsbåt till större segelbåtar men är också en populär segeljolle bland många vuxna erfarna seglare genom båtens goda seglingsgenskaper.

## Jollesegling allmänt
Genom att Laser-jollen och de flesta andra båtar av typen segeljolle saknar en motvikt mot vindkraften på seglet i form av köl med en kölvikt, seglas båten vid halvvind och bidevind i stor utsträckning genom att seglarens egen vikt fungerar som motvikt. Vid lättare vind räcker det normalt att seglaren sitter längst ut på relingen. Vid hårdare bidevindssegling och hårt skotat segel måste seglaren hänga utanför skrovet (även kallat "att burka") som motvikt till kraften på seglet. Ett band som finns fastsatt i sittbrunnens golv fungerar som stöd för vristerna. För att kunna manövrera rodret i dessa lägen utnyttjas en förlängning i den tvådelade rorkulten som fälls ut. Kroppens placering i båtens längsled är också av stor betydelse för båtens balans, varför stödbandet för vristerna löper längs hela sittbrunnen så att kroppens tyngdpunkt kan placeras optimalt. En välbalanserad segelbåt seglas med ett minimalt roderutslag för en viss kurs för minsta möjliga bromsande effekt på båten.
Jollesegling i byig vind kan liknas vid akrobatik på hög nivå där det krävs stor koncentration, koordination och balans genom att båten reagerar direkt på en förändring i vindstyrka. Seglaren måste hela tiden parera med sin kroppsvikt och samtidigt anpassa skotning av seglet och roderutslaget. Båten har ett i vertikalled förskjutbart centerbord som anpassas i utnyttjad längd under båtens botten efter vindförhållanden och vindriktning för att ge optimala seglingsegenskaper. Vid läns och slör lyfts centerbordet upp nästan helt med enbart en mindre del nedanför skrovet för att minska friktionen på centerbordet från vattnets strömning så mycket som möjligt. Seglaren måste också planera sin rutt genom att "läsa vattnet" för att komma in till så gynnsamma vindområden som möjligt. Under tävling måste dessa tekniska delar i manövreringen mer eller mindre "sitta i ryggmärgen" genom att andra viktiga moment tillkommer som kräver full uppmärksamhet för att nå fördelar mot motståndarna.

### Olika typ av Laser
Laser är en så kallad strikt one-design och tillåter inga avvikelser i utrustning. Alla Laserbåtar är därför byggda med exakt samma specifikationer för att ge samma grundförutsättningar för alla vid kappseglingar där enbart seglingstekniken skall vara avgörande. Skrovet är 4,23 meter långt, med en vattenlinje på 3,81 meter och väger 59 kg. Båtens låga vikt gör att den med lätthet kan lyftas upp på en bils takräcke av två normalstarka personer, vilket också var en av grundidéerna när båttypen konstruerades.
För att även lättare personer och juniorer ska kunna segla en Laser är båttypen framtagen i tre grundläggande versioner med avseende på segelyta men med i övrigt samma skrov och utrustning:
- Laser Standard med en segelyta på 7,06 m² är avsedd för person i viktklassen omkring 75–80 kg.
- Laser Radial med en segelyta på 5,76 m² är avsedd för person i viktklassen omkring 55 kg.
- Laser 4.7 med en segelyta på 4,70 m² är avsedd för lätta juniorer i viktklassen omkring 50 kg.

De tre båtarnas skrov är identiska, endast undre mastdelen och seglet skiljer dem åt. Både Laser Standard och Radial är olympisk klass.

## Segling i olika klasser efter ålder
Laser seglas av alla åldrar från juniorer till seniorer. I Sverige finns en rankningslista för både Laser standard och Laser Radial. De bästa seglarna i junior- och seniorklassen som deltagit i SM, kvalar in till EM och VM. Masterklassen i Laser har tillkommit för Laser-seglare som uppnått en ålder av 35 år. Masterklassen innehåller också SM, EM och VM-regattor. De olika klasserna indelade efter åldersgrupp är följande:
- Junior: Under 20 år, internationellt gäller en ålder under 18 år.
- Senior: 20 - 34 år.

Masterklassen är uppdelad i följande fyra åldersgrupper:
- Apprentice: 35 - 44 år.
- Master: 45 - 54 år.
- Grand Master: 55 - 64 år.
- Great Grand Master: över 65 år.

## Bildgalleri Laser segelbåt

Skalenlig sammanställningsritning Laser standard, sidovy.
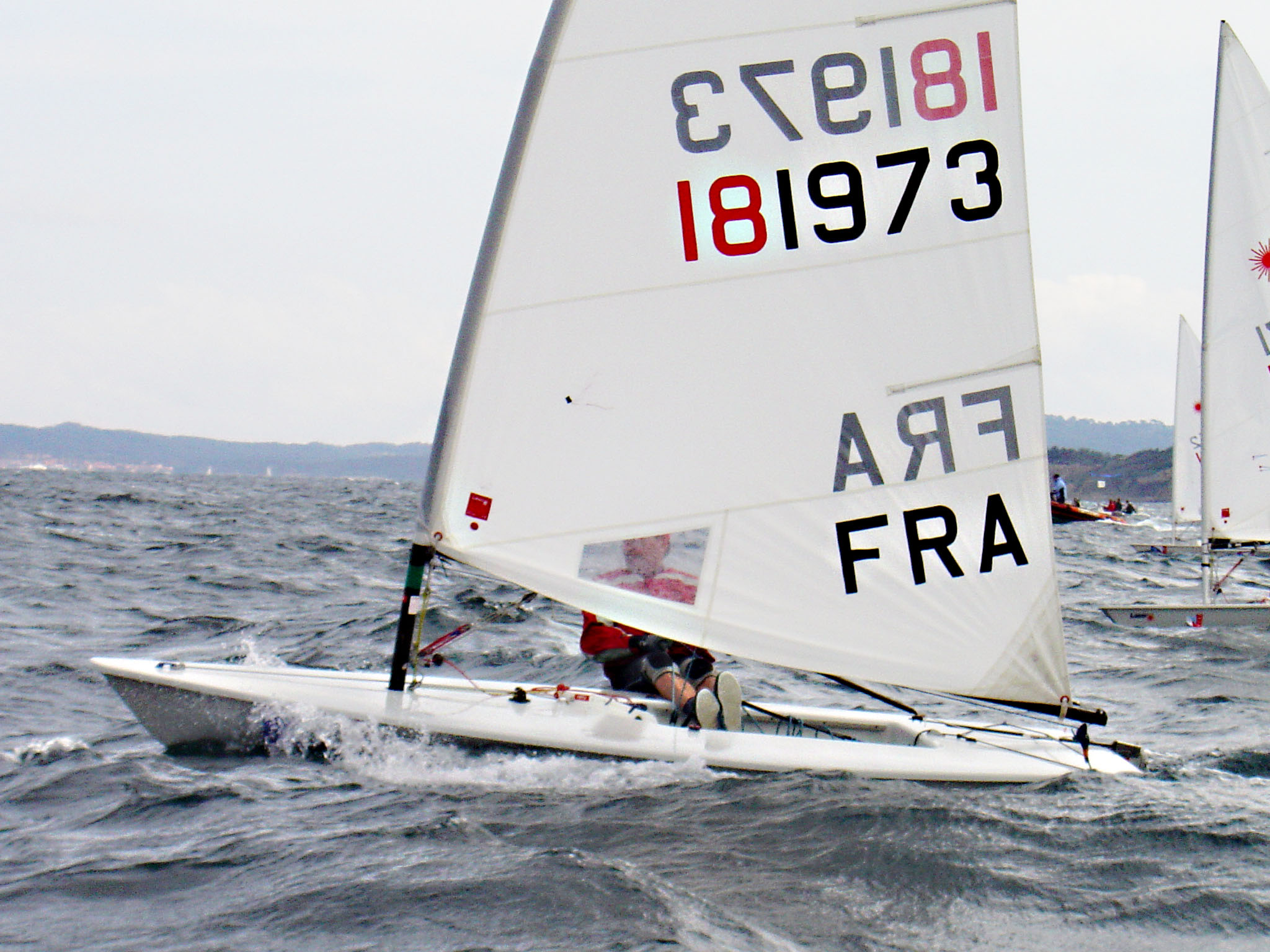
Laser standard i hårdare vind där rorsman "burkar" med utnyttjande av ankelstödet för att balansera vindkraften.
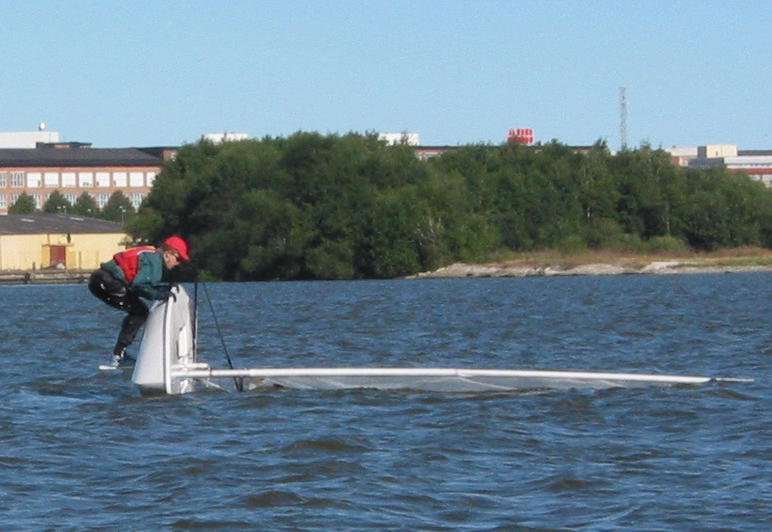
En kapsejsad Laser vänds på rätt köl genom att utnyttja den egna kroppsvikten med centerbordet som hävarm.
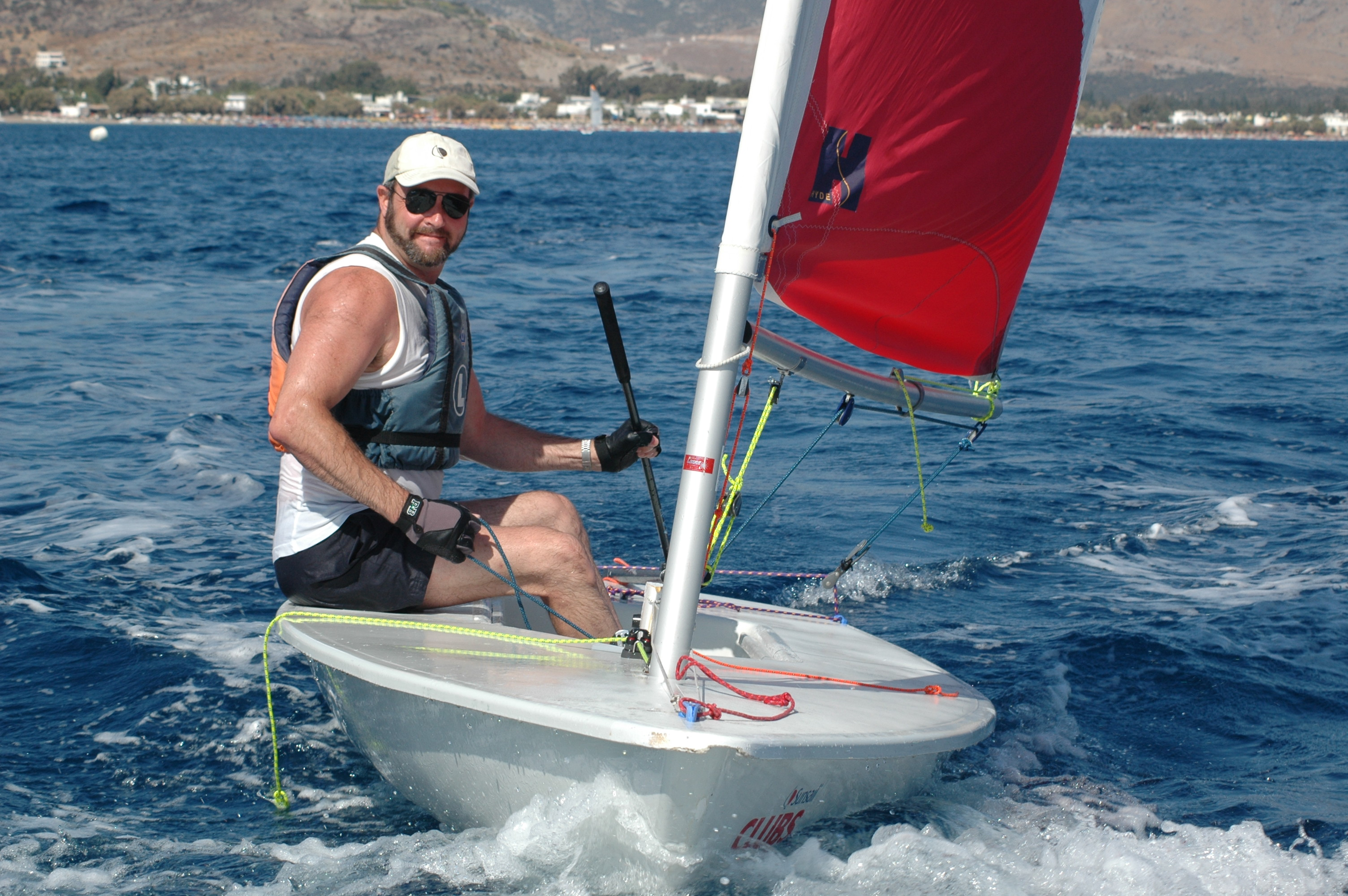
Lasersegling vid lättare vind och halvvind för styrbords halsar.
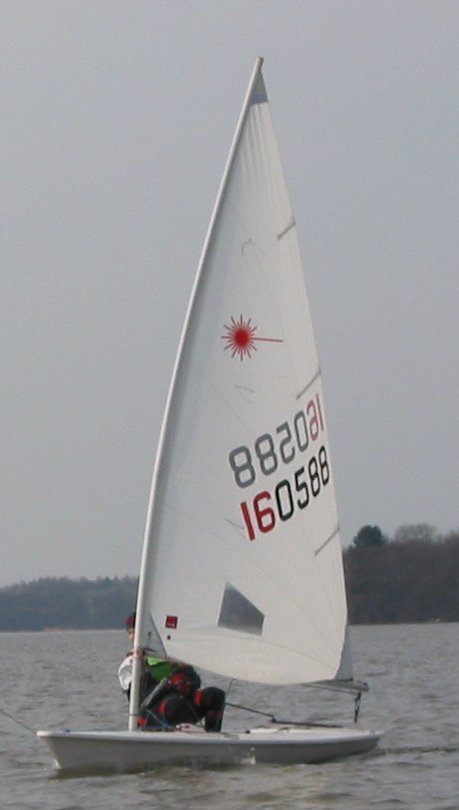
Laser Radial som har något mindre segelyta (5,76 m²).
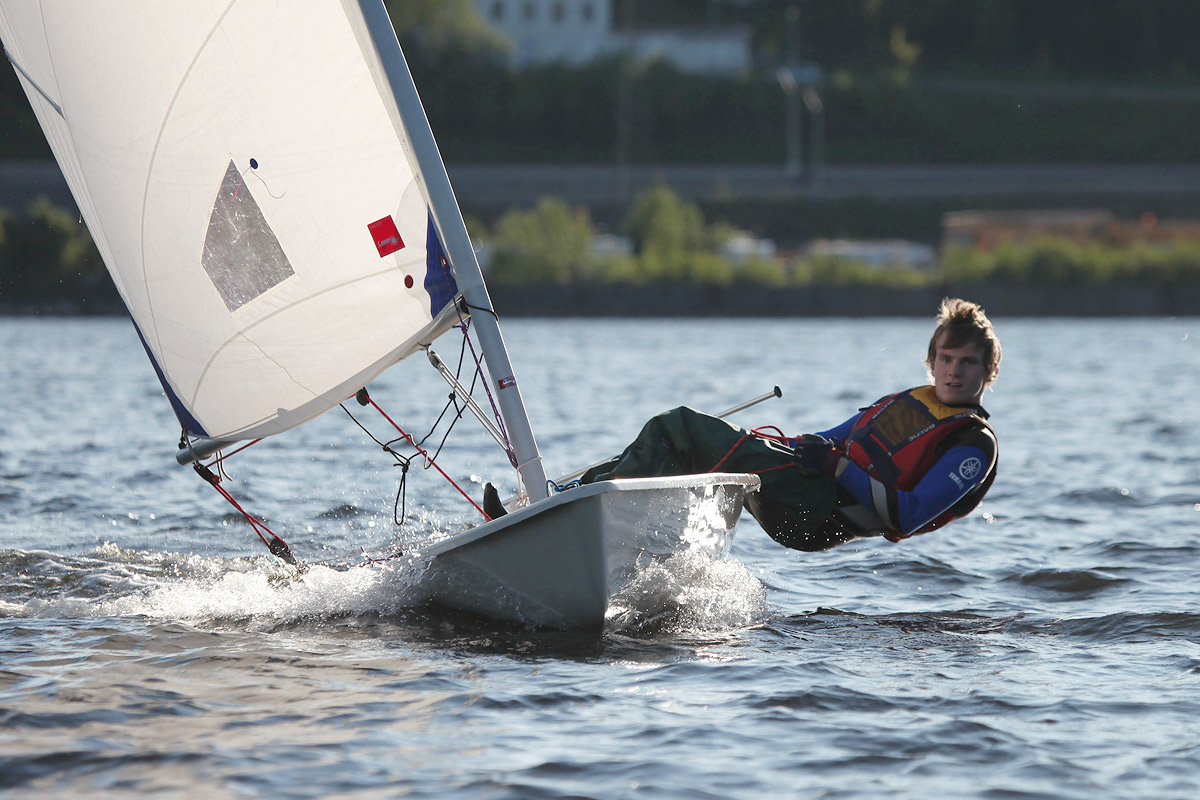
Man får inte väga för lätt när man seglar Laser.